# تخطيط الحيز البحري

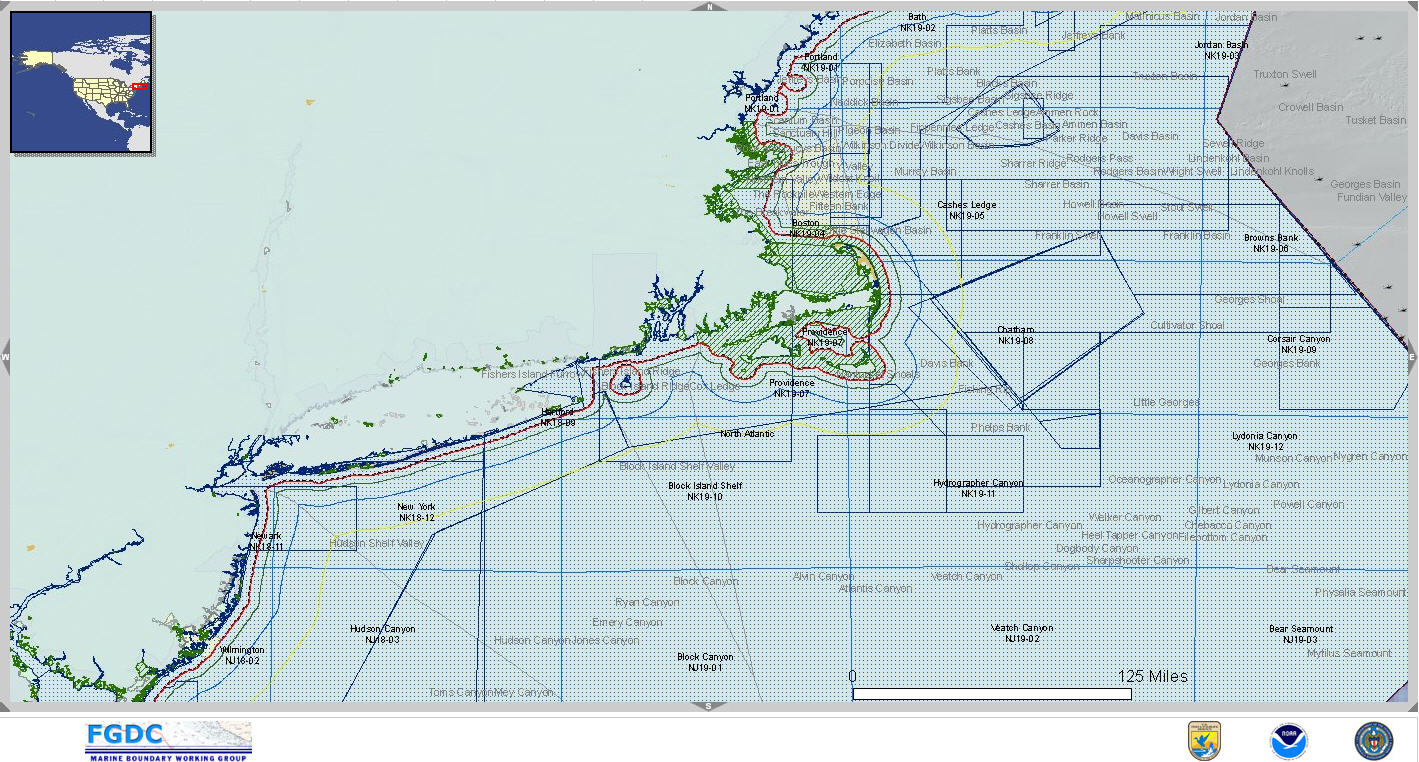
مثال على تخطيط الحيز البحري.

تخطيط الحيز البحري (بالإنجليزية: Marine spatial planning)‏ هو عملية تقوم بها السلطات العامة لتحليل وتوزيع الحيز المكاني والزماني للأنشطة البشرية في المناطق البحرية لتحقيق الأهداف الإيكولوجية والاقتصادية والاجتماعية التي يتم تحديدها عادةً من خلال عملية سياسية.

## المبادرة العالمية لتخطيط الحيز البحري
وعلى الرغم من تزايد اعتماد تخطيط الحيز البحري حول العالم (إذ بلغ عدد البلدان التي أعدت أو التي هي بصدد إعداد خطط الحيز البحري على النطاق الإقليمي أو الوطني أو المحلي ما يقارب 70 بلداً، في آب/أغسطس 2018)، فإن العديد من المناطق أو البلدان أو البلديات لا يزال بحاجة إلى الدعم لاعتماده أو تنفيذه بالكامل في الأماكن التي شرع فيه فعلاً.
وفي هذا السياق، اعتمدت الهيئة الحكومية الدولية لعلوم المحيطات (لجنة علوم المحيطات) التابعة إلى اليونسكو والمفوضية الأوروبية في آذار/مارس 2017 خريطة طريق مشتركة لتسريع عمليات تخطيط الحيز البحري على نطاق عالمي. ونتيجة لهذه الشراكة المثمرة، أنشئ بعد ذلك بسنة واحدة المنتدى الدولي لتخطيط الحيز البحري MSPforum والمبادرة العالمية لتخطيط الحيز البحري MSPglobal.
وستكون نتائج هذا الإطار مساهمة مشتركة بين الهيئة الحكومية الدولية لعلوم المحيطات والمفوضية الأوروبية في الالتزام الطوعي المشترك الذي قدمته المؤسستان خلال مؤتمر الأمم المتحدة للمحيطات في حزيران/يونيو 2017.
وسيكون المشروع أيضاً مساهمة رئيسية في عقد الأمم المتحدة لعلوم المحيطات من أجل التنمية المستدامة (2021 – 2030) الذي أعلنت عنه الجمعية العامة للأمم المتحدة في دورتها الثانية والسبعين في 5 كانون الأول/ديسمبر 2017.
وتغطي المبادرة العالمية لتخطيط الحيز البحري الإجراءات التالية ذات الأولوية لخريطة الطريق المتعلقة بتخطيط الحيز البحري:
1. تخطيط الحيز البحري العابر للحدود.
2. الاقتصاد الأزرق المستدام.
3. تخطيط الحيز البحري القائم على النظام الإيكولوجي
4. بناء القدرات.
5. عُقد منتدى تخطيط الحيز البحري لبناء التفاهم والتواصل بشأن تخطيط الحيز البحري.

## تخطيط الحيز البحري العابر للحدود
تماشياً مع الإجراءات ذي الأولوية لتخطيط الحيز البحري العابر للحدود; دعت المفوضية الأوروبية الهيئة الحكومية الدولية لعلوم المحيطات إلى تقديم طلب في عام 2018 للحصول على منحة مخصصة في سياق الصندوق الأوروبي للشؤون البحرية ومصائد الأسماك لوضع مبادئ توجيهية مقبولة دولياً لتخطيط الحيز البحري، بما في ذلك مشاريع عابرة للحدود في غرب البحر الأبيض المتوسط وجنوب شرق المحيط الهادئ وأنشطة للاتصال لدعم خريطة الطريق المشتركة.

## المنتدى الدولي لتخطيط الحيز البحري
نظمت المفوضية الأوروبية والهيئة الحكومية الدولية لعلوم المحيطات النسخة الأولى من المنتدى الدولي لتخطيط الحيز البحري في بروكسل (بلجيكا) في أيار/مايو 2018. واجتمع 150 مخططاً من جميع أنحاء العالم لمناقشة القضايا المتعلقة بالتخطيط في البحر واستنباط الأفكار قبل وضع المبادئ التوجيهية المقبولة دولياً لتخطيط الحيز البحري. وعقدت النسخة الثانية من المنتدى في آذار/مارس 2019 في جزيرة لاريونيون (فرنسا) والنسخة الثالثة في فيغو (إسبانيا), والنسخة الرابعة في ريغا (لاتفيا) في تشرين الثاني/نوفمبر 2019.

## الدورات التدريبية والندوات
نظمت المفوضية الأوروبية والهيئة الحكومية الدولية لعلوم المحيطات دورات تدريبية وندوات مشتركة في سياق خريطة الطريق المشتركة في مراكش (المغرب) ونيروبي (كينيا) وهانوي (فيتنام) وتركمانباشي (تركمانستان) وزغرب (كرواتيا) وبوينس آيرس (الأرجنتين). كما نظمت دورات مخصصة بشأن تخطيط الحيز البحري والاقتصاد الأزرق خلال اليوم البحري الأوروبي في لشبونة (البرتغال) في أيار/مايو 2019. وقدمت الدعم لخريطة الطريق المشتركة كل من حكومة هولندا والمكاتب الحكومية في السويد وحكومة تركمانستان وحكومة الأرجنتين وحكومة فيتنام ومركز الأنشطة الإقليمية التابع لبرنامج التدابير ذات الأولوية، واللجنة الدائمة لجنوب شرق المحيط الهادئ ومرفق البيئة العالمية.

## المشاريع
شارك في المشروع التجربيي غرب البحر الأبيض المتوسط إسبانيا، وإيطاليا، وتونس، والجزائر، وفرنسا، ومالطة، والمغرب، كل دولة قدمت الخبرات والتجارب السابقة لدعم الممارسات الجيدة كمشاركة لتخطيط الحيز البحري وتكييف الأنشطة لتلبية الأولويات والاحتياجات الإقليمية والوطنية بشأن التنمية المستدامة وتعزيز الاقتصاد الأزرق في غرب البحر المتوسط وحوكمة أفضل للمنطقة, وكانت النتيجة صياغة لتوصيات إقليمية لتعزيز القدرات المؤسسية وإعتماد خارطة الطريق لتخطيط الحيز البحري العابر للحدود والاقتصاد الأزرق المستدام في غرب البحر الأبيض المتوسط.
وتم تنفيذ التجربة مرة أخرى في المشروع التجريبي جنوب شرق المحيط الهادئ وشاركت فيه الإكوادور، وبنما، وبيرو، وشيلي، وكولومبيا.